# Список президентов США
Президент США — глава исполнительной власти и государства США. Должность введена Конституцией США, принятой Конституционным конвентом (собранием) в 1787 году. 
Президенты США избираются с 1789 года, первым президентом стал Джордж Вашингтон. До его вступления в должность название «президент» использовалось в сочетании «президент Континентального конгресса» — председатель съезда представителей колоний, на котором была принята Декларация о независимости.
Последовательные президентские сроки традиционно нумеруются как одно президентство (например, Джордж Вашингтон, избранный на должность два раза подряд, был первым президентом, а не первым и вторым). Случаи нахождения в должности два срока с перерывом считаются как два президентства и, соответственно, такие президенты получают двойную нумерацию (Гровер Кливленд — 22-й и 24-й президент, Дональд Трамп — 45-й и 47-й президент). 
В случае смерти или отставки действующего президента, должность занимает его вице-президент и соответственно получает отдельный номер президетнства. Всего в истории было девять таких случаев. Первым президентом, вступившим на должность не по избранию стал Джон Тайлер в 1841 году. Восемь американских президентов умерли, находясь в должности. Четверо скончались во время исполнения своих полномочий от естественных причин (Уильям Генри Гаррисон, Закари Тейлор, Уоррен Гардинг и Франклин Рузвельт), четыре президента были убиты: Линкольн (в 1865 году), Гарфилд (в 1881 году), Мак-Кинли (в 1901 году) и Кеннеди (в 1963 году). Один президент досрочно ушёл в отставку: Ричард Никсон (в 1974 году).
Во время Гражданской войны с 1861 по 1865 год также существовала должность Президента Конфедеративных штатов Америки, когда южные штаты объявили себя независимыми и вышли из состава США. Первым и единственным президентом КША был Джефферсон Дэвис, занимавший эту должность с 18 февраля 1861 года по 10 мая 1865 года (его вице-президентом был Александр Стивенс).

## Список президентов
Партии
 Беспартийный           
 Федералистская     
 Демократическо-республиканская     

 Демократическая     
 Вигов                        
 Республиканская     
| №  | Фото          | Президент                                                     | Начало срока     | Конец срока                              | Партийная принадлежность | Вице-президент                                           | Продолжительность президентства (в днях) |
| -- | ------------- | ------------------------------------------------------------- | ---------------- | ---------------------------------------- | ------------------------ | -------------------------------------------------------- | ---------------------------------------- |
| 1  |               | Джордж Вашингтон (1732—1799)                                  | 30 апреля 1789   | 4 марта 1797                             | Беспартийный             | Джон Адамс                                               | 2865                                     |
| 2  |               | Джон Адамс (1735—1826)                                        | 4 марта 1797     | 4 марта 1801                             | Федералист               | Томас Джефферсон                                         | 1460                                     |
| 3  |               | Томас Джефферсон (1743—1826)                                  | 4 марта 1801     | 4 марта 1809                             | Демократ-республиканец   | Аарон Бёрр Джордж Клинтон                                | 2922                                     |
| 4  |               | Джеймс Мэдисон (1751—1836)                                    | 4 марта 1809     | 4 марта 1817                             | Демократ-республиканец   | Джордж Клинтон Должность вакантна Элбридж Герри          | 2922                                     |
| 5  |               | Джеймс Монро (1758—1831)                                      | 4 марта 1817     | 4 марта 1825                             | Демократ-республиканец   | Дэниел Томпкинс                                          | 2922                                     |
| 6  |               | Джон Куинси Адамс (1767—1848)                                 | 4 марта 1825     | 4 марта 1829                             | Демократ-республиканец   | Джон Колдвелл Кэлхун                                     | 1461                                     |
| 7  |               | Эндрю Джексон (1767—1845)                                     | 4 марта 1829     | 4 марта 1837                             | Демократ                 | Джон Колдвелл Кэлхун Должность вакантна Мартин Ван Бюрен | 2922                                     |
| 8  |               | Мартин Ван Бюрен (1782—1862)                                  | 4 марта 1837     | 4 марта 1841                             | Демократ                 | Ричард Джонсон                                           | 1461                                     |
| 9  |               | Уильям Гаррисон (1773—1841)                                   | 4 марта 1841     | 4 апреля 1841                            | Виг                      | Джон Тайлер                                              | 31                                       |
| 10 |               | Джон Тайлер (1790—1862)                                       | 4 апреля 1841    | 4 марта 1845                             | Виг                      | Должность вакантна                                       | 1430                                     |
| 10 | Беспартийный  | Джон Тайлер (1790—1862)                                       | 4 апреля 1841    | 4 марта 1845                             |                          | Должность вакантна                                       | 1430                                     |
| 11 |               | Джеймс Нокс Полк (1795—1849)                                  | 4 марта 1845     | 4 марта 1849                             | Демократ                 | Джордж Даллас                                            | 1461                                     |
| 12 |               | Закари Тейлор (1784—1850)                                     | 4 марта 1849     | 9 июля 1850                              | Виг                      | Миллард Филлмор                                          | 492                                      |
| 13 |               | Миллард Филлмор (1800—1874)                                   | 9 июля 1850      | 4 марта 1853                             | Виг                      | Должность вакантна                                       | 969                                      |
| 14 |               | Франклин Пирс (1804—1869)                                     | 4 марта 1853     | 4 марта 1857                             | Демократ                 | Уильям Кинг Должность вакантна                           | 1461                                     |
| 15 |               | Джеймс Бьюкенен (1791—1868)                                   | 4 марта 1857     | 4 марта 1861                             | Демократ                 | Джон Брекинридж                                          | 1461                                     |
| 16 |               | Авраам Линкольн (1809—1865)                                   | 4 марта 1861     | 15 апреля 1865                           | Республиканец            | Ганнибал Гэмлин                                          | 1503                                     |
| 16 | Эндрю Джонсон | Авраам Линкольн (1809—1865)                                   | 4 марта 1861     | 15 апреля 1865                           | Республиканец            |                                                          | 1503                                     |
| 17 |               | Эндрю Джонсон (1808—1875)                                     | 15 апреля 1865   | 4 марта 1869                             | Демократ                 | Должность вакантна                                       | 1419                                     |
| 18 |               | Улисс Грант (1822—1885)                                       | 4 марта 1869     | 4 марта 1877                             | Республиканец            | Шайлер Колфакс Генри Уилсон Должность вакантна           | 2922                                     |
| 19 |               | Ратерфорд Хейс (1822—1893)                                    | 4 марта 1877     | 4 марта 1881                             | Республиканец            | Уильям Уилер                                             | 1461                                     |
| 20 |               | Джеймс Гарфилд (1831—1881)                                    | 4 марта 1881     | 19 сентября 1881                         | Республиканец            | Честер Артур                                             | 199                                      |
| 21 |               | Честер Артур (1829—1886)                                      | 19 сентября 1881 | 4 марта 1885                             | Республиканец            | Должность вакантна                                       | 1262                                     |
| 22 |               | Гровер Кливленд (1837—1908)                                   | 4 марта 1885     | 4 марта 1889                             | Демократ                 | Томас Хендрикс Должность вакантна                        | 1461                                     |
| 23 |               | Бенджамин Гаррисон (1833—1901)                                | 4 марта 1889     | 4 марта 1893                             | Республиканец            | Леви Мортон                                              | 1461                                     |
| 24 |               | Гровер Кливленд (второй раз) (1837—1908)                      | 4 марта 1893     | 4 марта 1897                             | Демократ                 | Эдлай Стивенсон                                          | 1461                                     |
| 25 |               | Уильям Мак-Кинли (1843—1901)                                  | 4 марта 1897     | 14 сентября 1901                         | Республиканец            | Гаррет Хобарт Должность вакантна Теодор Рузвельт         | 1654                                     |
| 26 |               | Теодор Рузвельт (1858—1919)                                   | 14 сентября 1901 | 4 марта 1909                             | Республиканец            | Должность вакантна Чарльз Фэрбенкс                       | 2728                                     |
| 27 |               | Уильям Тафт (1857—1930)                                       | 4 марта 1909     | 4 марта 1913                             | Республиканец            | Джеймс Шерман Должность вакантна                         | 1461                                     |
| 28 |               | Вудро Вильсон (1856—1924)                                     | 4 марта 1913     | 4 марта 1921                             | Демократ                 | Томас Маршалл                                            | 2922                                     |
| 29 |               | Уоррен Гардинг (1865—1923)                                    | 4 марта 1921     | 2 августа 1923                           | Республиканец            | Калвин Кулидж                                            | 881                                      |
| 30 |               | Калвин Кулидж (1872—1933)                                     | 2 августа 1923   | 4 марта 1929                             | Республиканец            | Должность вакантна Чарльз Дауэс                          | 2041                                     |
| 31 |               | Герберт Гувер (1874—1964)                                     | 4 марта 1929     | 4 марта 1933                             | Республиканец            | Чарльз Кёртис                                            | 1461                                     |
| 32 |               | Франклин Рузвельт (1882—1945)                                 | 4 марта 1933     | 12 апреля 1945                           | Демократ                 | Джон Гарнер Генри Уоллес Гарри Трумэн                    | 4422                                     |
| 33 |               | Гарри Трумэн (1884—1972)                                      | 12 апреля 1945   | 20 января 1953                           | Демократ                 | Должность вакантна Олбен Баркли                          | 2840                                     |
| 34 |               | Дуайт Эйзенхауэр (1890—1969)                                  | 20 января 1953   | 20 января 1961                           | Республиканец            | Ричард Никсон                                            | 2922                                     |
| 35 |               | Джон Кеннеди (1917—1963)                                      | 20 января 1961   | 22 ноября 1963                           | Демократ                 | Линдон Джонсон                                           | 1036                                     |
| 36 |               | Линдон Джонсон (1908—1973)                                    | 22 ноября 1963   | 20 января 1969                           | Демократ                 | Должность вакантна Хьюберт Хамфри                        | 1886                                     |
| 37 |               | Ричард Никсон (1913—1994)                                     | 20 января 1969   | 9 августа 1974                           | Республиканец            | Спиро Агню Должность вакантна Джеральд Форд              | 2027                                     |
| 38 |               | Джеральд Форд (1913—2006)                                     | 9 августа 1974   | 20 января 1977                           | Республиканец            | Должность вакантна Нельсон Рокфеллер                     | 895                                      |
| 39 |               | Джимми Картер (1924—2024)                                     | 20 января 1977   | 20 января 1981                           | Демократ                 | Уолтер Мондейл                                           | 1461                                     |
| 40 |               | Рональд Рейган (1911—2004)                                    | 20 января 1981   | 20 января 1989                           | Республиканец            | Джордж Буш — старший                                     | 2922                                     |
| 41 |               | Джордж Герберт Уокер Буш («Джордж Буш — старший») (1924—2018) | 20 января 1989   | 20 января 1993                           | Республиканец            | Дэн Куэйл                                                | 1461                                     |
| 42 |               | Билл Клинтон (род. 1946)                                      | 20 января 1993   | 20 января 2001                           | Демократ                 | Альберт Гор                                              | 2922                                     |
| 43 |               | Джордж Уокер Буш («Джордж Буш — младший») (род. 1946)         | 20 января 2001   | 20 января 2009                           | Республиканец            | Дик Чейни                                                | 2922                                     |
| 44 |               | Барак Обама (род. 1961)                                       | 20 января 2009   | 20 января 2017                           | Демократ                 | Джо Байден                                               | 2922                                     |
| 45 |               | Дональд Трамп (род. 1946)                                     | 20 января 2017   | 20 января 2021                           | Республиканец            | Майк Пенс                                                | 1461                                     |
| 46 |               | Джо Байден (род. 1942)                                        | 20 января 2021   | 20 января 2025                           | Демократ                 | Камала Харрис                                            | 1461                                     |
| 47 |               | Дональд Трамп (второй раз) (род. 1946)                        | 20 января 2025   | действующий срок истекает 20 января 2029 | Республиканец            | Джей Ди Вэнс                                             | 196                                      |

## Ныне живущие президенты
По состоянию на август 2025 года живы пятеро американских президентов:
- Билл Клинтон, 42-й президент США
(1993—2001)
род. 19 августа 1946 (78 лет)
- Джордж Буш-младший, 43-й президент США
(2001—2009)
род. 6 июля 1946 (79 лет)
- Барак Обама, 44-й президент США
(2009—2017)
род. 4 августа 1961 (64 года)
- Дональд Трамп, 45-й и 47-й президент США
(2017—2021; с 2025)
род. 14 июня 1946 (79 лет)
- Джо Байден, 46-й президент США
(2021—2025)
род. 20 ноября 1942 (82 года)

Последним 29 декабря 2024 года в возрасте 100 лет умер Джимми Картер (39-й президент с 1977 по 1981 год).